# Steinenhaus (Hattingen)

Vermessung für eine projektierte Straße von Herbede nach Blankenstein, 1820. An der Stelle ist bereits ein Gebäude zu sehen.

Ansichtskarte, 1897

Ansichtskarte, 1906

Ansichtskarte, 1913

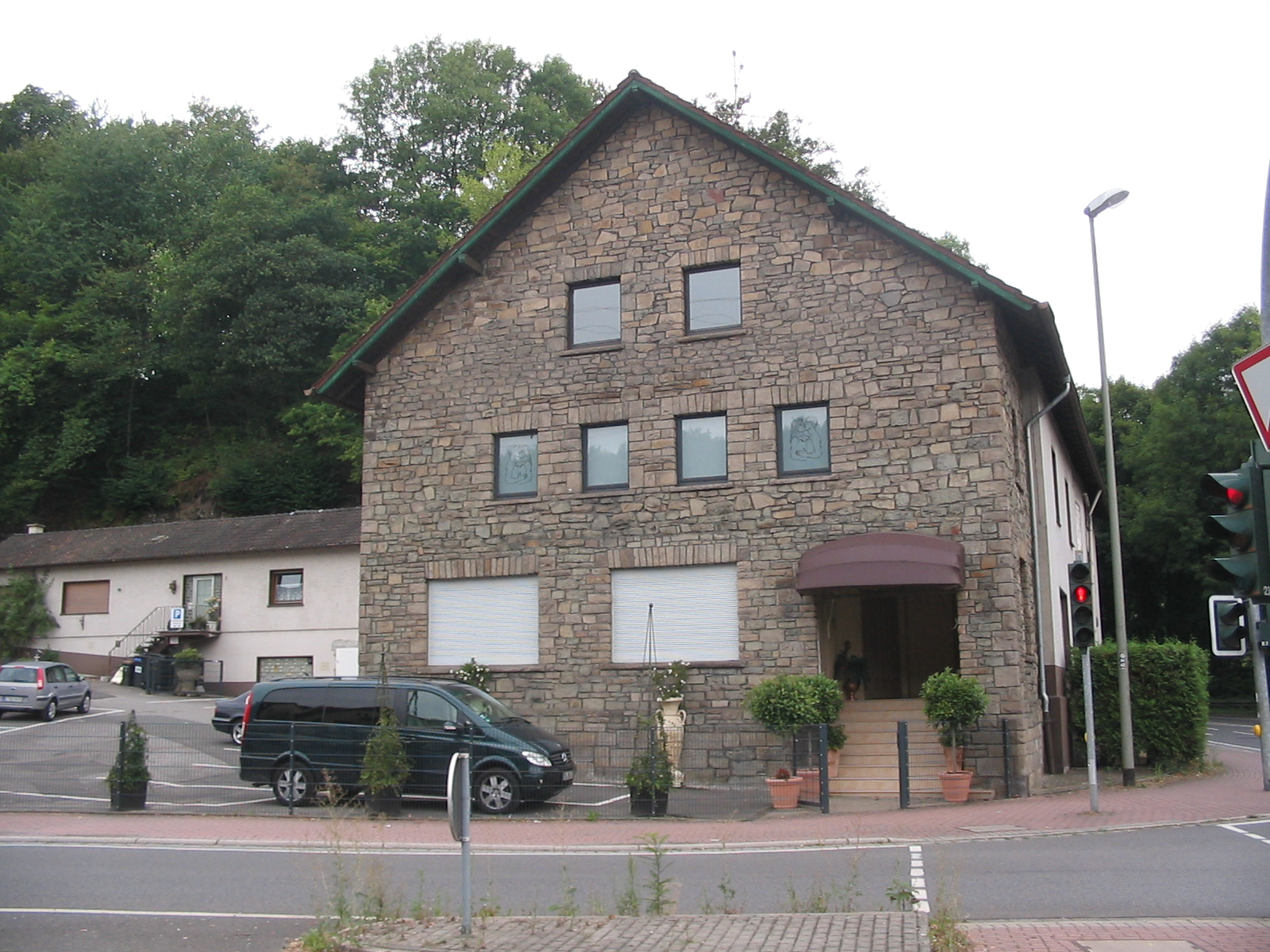
Swingerclub Steinenhaus Erlebnisclub 2013

Steinenhaus, auch Steinen-Haus, ist ein ehemaliges Gasthaus mit der Adresse Im Hammertal 2 im Stadtteil Blankenstein in Hattingen. Die östlich und südlich stehenden Häuser gehören bereits zu Witten.

## Lage
Es befindet sich an der Kreuzung der Landesstraße von Stiepel nach Sprockhövel und der Landesstraße von Herbede nach Blankenstein durch das Hammertal entlang des Pleßbachs, siehe Liste der Landesstraßen im Regierungsbezirk Arnsberg. Der Straßenabschnitt hinauf zur Burg Blankenstein wurde 1865 eröffnet. Wenige hundert Meter nördlich liegt Haus Kemnade. Am Haus selbst befindet sich ein befestigter Weg zum Katzenstein. Die Bushaltestelle ist gleichnamig. Auf einigen Karten wird auch der Wohnplatz so verzeichnet. Westlich grenzt direkt das Naturschutzgebiet Alte Ruhr-Katzenstein an.

## Geschichte
Das Haus wurde Mitte des 19. Jahrhunderts als Gasthaus eingerichtet. Mitte des 19. Jahrhunderts hieß der Gastwirt Stubbesing. Nach der Fertigstellung der Chaussee nach Herbede florierte das Geschäft wegen der Fuhrleute. Um 1897 war der Inhaber Max Cramer. Anfang des 20. Jahrhunderts war der Inhaber Nicolaus Horn. In dieser Zeit wurde das Haus oft auf Ansichtskarten abgebildet.
In den 1990er-Jahren wurden hier Asylbewerber untergebracht. 2006 lief der Nutzungsvertrag mit der Stadt Hattingen aus.
2010 wurde der Antrag für eine Nutzungsänderung erteilt. 2013 wurde hier nach sechsjährigem Leerstand ein Swingerclub eröffnet. 2013 erhielt der Betrieb die Auflage, nur ein Drittel der Nutzfläche des Hauses zu nutzen, da nicht genügend Parkplätze vor dem Haus vorhanden seien. Nach der Gaststättenerlaubnis dürfen 199 Gäste anwesend sein.
Im Swingerclub wurden am Abend des 2. November 2019 etwa 200 Menschen mit Bussen von 160 Rettungskräften evakuiert und zu einer Sammelstelle am Haus Kemnade gebracht; in ersten Meldungen war von 300 Menschen die Rede, was aber von der Stadtverwaltung korrigiert wurde. Zunächst waren zwei Personen kollabiert und ein Rettungswagen brachte die Betroffenen in nahe gelegene Krankenhäuser. Als ein Kohlenmonoxid-Warngerät der Rettungskräfte anschlug, war wahrscheinlich, dass die kollabierten Gäste Opfer einer Kohlenmonoxidvergiftung geworden waren und es kam zur Evakuierung. Es wurden elf Verletzte festgestellt. Die Ursache blieb rätselhaft, da Messungen von Schornsteinfegern und Mitarbeitern des Gasversorgers den Verdacht auf ausgetretenes Kohlenmonoxid nicht erhärteten.
Aktuell (Stand: Juli 2024) plant die Stadt Hattingen, das Gebäude erneut für Geflüchtete zu nutzen, nachdem der Clubbesitzer sich zur Ruhe setzte und keinen Nachfolger für den Clubbetrieb fand.